# Скотт, Чарльз (губернатор)
Чарльз Скотт (англ. Charles Scott; апрель 1739 — 22 октября 1813) — американский военный, участник Войны за независимость и губернатор Кентукки. Он рано потерял родителей, а в октября 1755 года записался в Вирджинский полк и принял участие в Войне с французами и индейцами, в ходе которой дослужился до звания капитана. После войны он женился и занялся сельским хозяйством, но вернулся на военную службы в начале Войны за независимость. В августе 1776 года он в звании полковника возглавил 5-й Вирджинский полк Континентальной армии. Он участвовал в Филадельфийской кампании, командуя лёгкой пехотой и занимаясь организацией разведки. Он был направлен в Чарльстон к начале осады Чарлстона для помощи Бенжамину Линкольну, и попал в плен при капитуляции города. Он был условно освобождён в марте 1781 года, а в июле 1782 года его обменяли на Лорда Роудона.
После войны Скотт переехал в Кентукки и в 1787 году осел в Версейлзе. Для обороны от индейцев он набрал роту добровольцев и участвовал в экспедиции Хармана. После разгрома Хармана Вашингтон приказал Артуру Сен-Клеру организовать поход на индейцев, а Скотт организовал серию предварительных рейдов. В 1792 году Кентукки отделился от Вирджинии и стал самостоятельным штатом. Генеральная Ассамблея штата присвоила Скотту звание генерал-майора и он возглавил 2-ю дивизию кентуккийского ополчения. Эта дивизия участвовала в походе Энтони Уэйна на индейцев и в сражении при Фоллен-Тимберс.